# Fürth (Bayern) Hauptbahnhof
Fürth (Bayern) Hauptbahnhof is een spoorwegstation in de Duitse stad Fürth.   